# 채연 (1978년)
채연(본명: 이진숙, 1978년 12월 10일~)은 대한민국의 댄스 팝 가수이다. 원래 이름은 이진숙였으나 2002년에 이채연(李蔡姸)으로 개명하였다. 일본에서 음악 그룹 울트라 캣츠로 활동할 당시에는 지니 리(영어: Jinny Lee, 일본어: ジニー・リー)라는 예명을 사용했다.

## 학력
- 서울성자초등학교 (졸업)
- 광양중학교 (졸업)
- 광양고등학교 (졸업)
- 서울예술대학교 방송연예과 (졸업)

## 활동 내용

### 2003–06: 한국에서의 전성기
2003년 8월 20일에 정규 1집 it's my time을 발매한 뒤 타이틀곡인 "위험한 연출"로 데뷔하였는데 한때 태사자 여성멤버 물망에 거론됐으나 좌절됐고 결국 태사자는 남성 4인조로 간신히 결성됐다. 당시에 데뷔한 지 한 달이 지나지 않았음에도 불구하고 만만치 않은 인기를 구가하였다. 하지만 노출 논란이 계속되었고, 타이틀곡의 뮤직비디오는 KBS, SBS에서 방송 불가 판정을 받았다. 한편 1집 활동이 끝난 뒤, 2004년 12월 13일 2집 Virginalness Bloom을 발매하였다. 이 음반에는 두 개의 뮤직비디오가 있었는데, "다가와" 와 "둘이서"이다. 특히 "둘이서"는 공개되자마자 화제가 되었으며, 뮤직비디오 역시 화제를 모아 공개 직후 단숨에 조회수 1위를 차지하였다. 계속된 인기로 "둘이서"는 통화 연결음 순위에서 1위를 차지하기도 하였고, 2006년 2월 17일 엠 카운트다운에서 "둘이서"로 데뷔 이후 첫 1위를 하기도 하였다. 특히 "둘이서"의 후렴구 부분 때문에 상상플러스에서 탁재훈 유행어 '나나나 송'으로도 알려져 있고, 일명 '나나나 춤'으로도 유행을 하였다. 이렇게 채연은 대한민국의 대표 섹시 여성 가수로 거듭나게 되었다.
이후 2006년 11월 10일, 3집 Chae Yeon(채연)을 발매하였다. 타이틀곡은 "오직 너"였으며, 가수로서 최고의 전성기를 보낸다. 특히 2005년 말 KBS 가요대상에서는 '올해의 가수상'을 수상하며 인기를 확인시켜주었고, SBS 가요대전에서는 댄스가수상을 수상하며 최고의 한 해를 보냈다. 2007년 2월 9일에는 디지털 싱글 세 번째 사랑을 발매하였고, 이후에는 주로 '방송 활동'에 주력하여 '일요일이 좋다'의 X맨을 시작으로 여러 예능에 출연하였다. 하지만 채연은 4집을 준비하기 위해 모든 활동을 중단하고 음반 준비에 박차를 가하였다. 데뷔 이후 계속된 스케줄을 소화해온 채연에게는 이례적인 일이었다. 2007년 5월 1일에는 채연이 데뷔한 지 1000일을 맞이해 베스트 음반 First Limited Edition을 한정 피규어와 함께 발매하였다. 한편 2006년 연말 SBS 가요대전에서 작년에 이어 '댄스가수상'을 수상하는 영예를 안았다.

### 2007–현재: 중국 데뷔와My Love

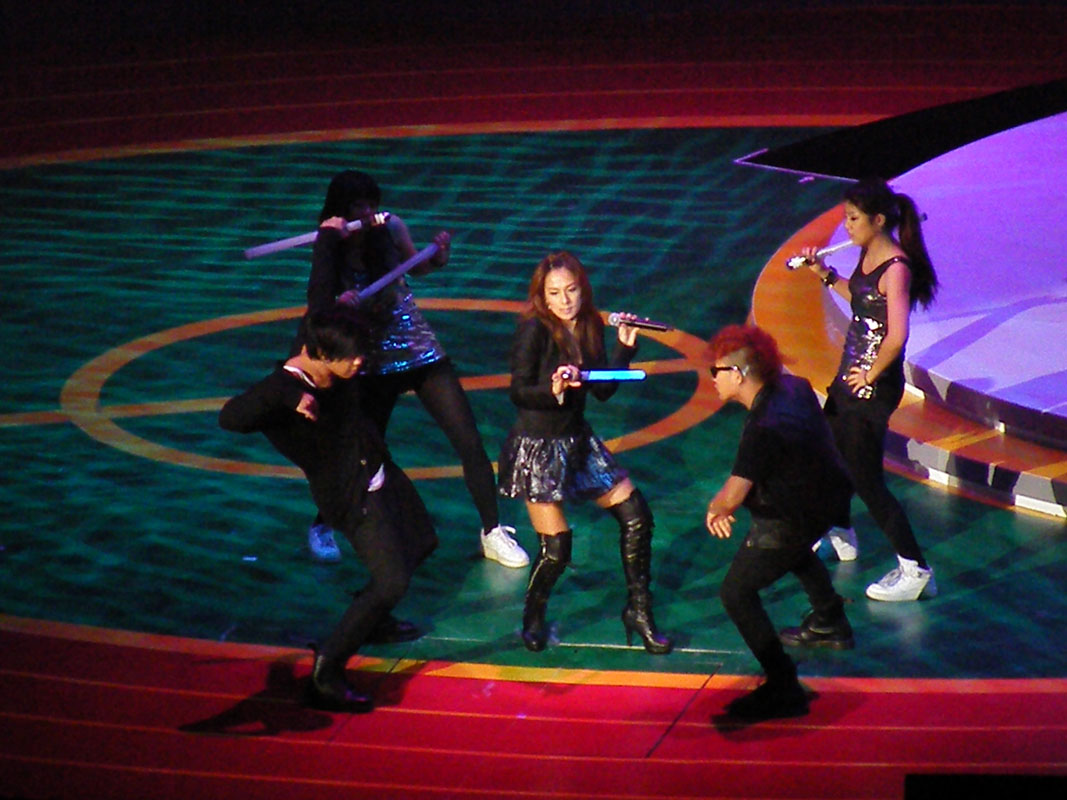
2009 East Asian Games closing ceremony에서 공연 중인 채연.

2007년 3월 30일 4집 My Love이 발매되었다. My Love는 총 15곡이 수록되어 있으며 타이틀곡인 "My Love"는 라틴 테마에 독특한 리듬으로 구성된 곡으로 2곡의 리믹스 버전도 함께 수록되어 있다. 또한 케이블 TV SUPER ACTION에서 방송되는 '러브 액션 시즌 2'의 공동 진행을 맡으며 MC 데뷔를 하였다. 또한 4월 29일 뮤직뱅크에서 서인영과 함께 물 쇼 컨셉트로 특별무대를 꾸며 방송 전부터 네티즌들에게 큰 화제가 되었다. 하지만 일부 네티즌들은 지상파에서 도를 넘었다며 비판을 하기도 하였다. 한편 채연은 2007년부터 KBS의 하이파이브에 고정 출연하여 많은 인기를 얻었으나, 2008년 프로그램이 종영함에 따라 채연도 하차하였다.
2007년 4집 활동을 마무리한 뒤, 채연은 해외 진출을 본격적으로 시작하였다. 특히 중국에서 인기가 많았는데, 2007년 10월부터 후난 TV의 '명성대전'에 고정 출연하게 되며 매주 공연을 선보였다. 하지만 채연은 한국과 중국 활동을 병행하는 무리한 스케줄로 인하여 과로와 몸살로 병원에 입원하기도 하였다. 이후 '명성대전'에서 3개월 간 출연하며 본격적으로 인기를 얻었고 중국의 각종 행사를 다니며 경력을 쌓았다. 또한 중국어 음반 애인(爱人)을 발매하였고, 2008년 7월 30일 베이징에서 열린 한중 올림픽 콘서트의 진행을 맡을 정도로 현지 팬들의 뜨거운 호응을 받았다. 9월 28일에는 항저우에서 콘서트를 열며 다시 한 번 중국에서의 인기를 확인시켰다.
2009년 중국에서 커다란 성공을 한 뒤, 2년 여 만에 한국에서 컴백을 예고하며 2009년 5월 6일 EP 음반 Shake를 발매하였다. 본래 12일 발매 예정이었지만 EP 1집의 전 수록곡이 인터넷에서 유출되어 6일로 앞당겨 발매되었으며 컴백도 앞당겨졌다. 또한 타이틀곡 "흔들려"의 뮤직비디오는 공중파 3사 모두 심의에서 방송 부적합 판정을 받았다. 이로써 EP 1집 활동은 커다란 성과 없이 마무리되었다. 하지만 중국에서는 광고만 4개를 촬영하였고, 홍콩에서 개최된 동아시안게임에서는 한국인으로 유일하게 주제가 가창 및 성화 봉송 주자로 참여하였다. 중국 외에 틈틈이 대만과 태국, 홍콩, 싱가포르에서 방송 출연 및 행사에 출연하며 차세대 한류스타로 자리잡았고, 대규모 팬클럽 '레인보우'도 생겨났다.
이후 2010년, 채연은 컴백을 예고하였고 2010년 7월 21일 EP 2집 Look At을 발매하여 타이틀곡 "봐봐봐"를 23일 온라인을 통하여 공개하였다. 7월 22일 두 번째 EP의 타이틀곡 〈봐봐봐〉로 엠 카운트다운에서 첫 공연을 하며 컴백을 알렸다. 이후 간간히 예능 프로그램에 출연했고, 후속곡 "Ma Lover" 활동을 시작했다. "Ma Lover"는 지난 8년 간 채연이 처음으로 시도한 알앤비 스타일의 곡으로, 10월 30일 음악중심에서 용준형과 함께 선보였다.

## 음반 목록

### 정규 음반
- 2004: it's my time
- 2005: Virginalness Bloom
- 2006: Chae Yeon
- 2008: My Love

### EP
- 2009: Shake
- 2010: Look At

### 베스트
- 2006: First Limited Edition

### 싱글
- 2006: 세 번째 사랑
- 2015: 안 봐도 비디오

## 음반 외 활동

### 예능
- 2004년 MBC 《행복주식회사》
- 2004년 KBS2 《TV는 사랑을 싣고》
- 2005년 SBS 《일요일이좋다 X맨[47기]》
- 2011년 SBS 《도전1000곡》 162회
- 2011년 KBS2 《출발 드림팀 시즌 2》
- 2012년 저장 위성 텔레비전 《꿀벌소녀대》 9회 (특별 심사위원)
- 2014년 SBS 《룸메이트》 24회
- 2015년 MBC 《휴먼다큐 사람이 좋다》
- 2015년 MBC 《미스터리 음악쇼 복면가왕》 - 화려한 공작부인 <참가자>
- 2015년 KBS2 《출발 드림팀 시즌 2》
- 2016년 채널A 《개밥 주는 남자》
- 2019년 MBC 《미스터리 음악쇼 복면가왕》 - 헤일 수 없이 수많은 밤을~ 동백아가씨 <참가자>
- 2019년 KBS1 《즐거운 챔피언》
- 2019년 채널A 《리와인드-시간을 달리는 게임》
- 2021년 유튜브• 카카오TV 《개밥 주는 남자》
- 2021년 SBS 《골 때리는그녀들》고정
- 2023년 MBN 《한번 더 체크타임》고정
- 2022년 MBN 《겉과 속이 다른 해석남녀》고정
- 2023년 KBS조이 《이십세기 힛-트쏭》
- 2023년 SBS 《 미운 우리 새끼》
- 2023년 SBS 《신발 벗고 돌싱포맨》

### 드라마
- 1997년 MBC 《경찰청 사람들》 : 세상에 이런일이 - 지갑이 사람잡네 - 이미희 역
- 2005년 MBC 주간시트콤 《안녕, 프란체스카》 - 젊은 운계 역
- 2013년 장쑤 위성 텔레비전 행복극장 《노해정구》 - 정운 역
- 2015년 저장 위성 텔레비전 중국람극장 《다시 사랑할 수 있을까》 - 양민아 역
- 2016년 MBC 주말연속극 《불어라 미풍아》 - 송주리 역 (특별출연)
- 2018년 HBO 아시아 《몽달》 - 옥빈 역[26]

### 뮤직비디오
- 2003년 조정현 - 그대에게 쓰는 편지

### 광고
- 2005년 비락 뼈건강우유 (김유정과 함께 출연)
- 2005년 무학 화이트소주 (정준호, 이문세, 이종원, 박광수와 함께 출연)
- 2005년 무학 매실마을
- 2005년 무학 가을국화
- 2006년 무학 매실마을 (정준호와 함께 출연)
- 2006년 무학 가을국화 (정준호와 함께 출연)
- 2006년 ~ 2007년 무학 좋은데이
- 2021년 바나나톡

## 수상 목록
| 연도   | 수상 내역 |
| ------ | --- |
| 2003년 | - 한국 최고 인기 연예대상 여자 신인 가수상 |
| 2005년 | - 2월 17일 M.net 《엠카운트다운》 둘이서 1위 - 2월 24일 M.net 《엠카운트다운》 둘이서 1위 (2주 연속) - 온라인 음악포털 쥬크온 <가장 인상깊은 뮤직비디오> 둘이서 1위 - KBS 가요대상 올해의 가수상 - SBS 가요대전 댄스 가수상 - 대한민국영상대전 포토제닉상 |
| 2006년 | - SBS 가요대전 댄스 가수상 |
| 2008년 | - 벤처 코리아 한중패션 위크 2008 감사패 |
| 2019년 | - 월드스타 연예대상 가요부문 특별상 |